# Georges Dupret (résistant)
Ne pas confondre avec Georges Dupret, sénateur.
 (août 2015).
Si vous disposez d'ouvrages ou d'articles de référence ou si vous connaissez des sites web de qualité traitant du thème abordé ici, merci de compléter l'article en donnant les références utiles à sa vérifiabilité et en les liant à la section « Notes et références ».
Georges Dupret, dit Geory, petit-fis du sénateur catholique de gauche Georges Dupret, est un résistant belge qui a fondé et dirigé l'organisation de résistance Kempisch legioen